# Словинское кладбище
 Памятник культуры Поморского воеводства: регистрационный номер А-261 от  26 октября 1987 года.
Словинское кладбище или кладбище в деревне Клюки (пол. Cmentarz w Klukach) — историческое кладбище, находящееся на территории Словиньского национального парка в деревне Клюки около Смолдзино, Польша. В 1997 году кладбище внесено в реестр охраняемых исторических памятников Поморского воеводства.

## История
Кладбище было основано в XVIII веке. С 1975 года кладбище было закрыто и в 1998 году стало частью музея под открытым небом «Словинская деревня».
На кладбище погребены жители деревни Клюки, принадлежавшие к народу словинцев.
Старейшее погребение датируется 1877 годом, самое последнее захоронение было в 1987 году. На кладбище похоронена словинская общественная деятельница Рут Кёч.
Надписи на могильных памятниках написаны на немецком языке, что свидетельствует о германизации словинцев уже в XVIII веке.
26 октября 1987 года кладбище было внесено в реестр памятников культуры Поморского воеводства.

## Важнейшие памятники
- могила Руты Кёч;
- памятник солдатам — уроженцам деревни Клюки, погибшим во время Первой мировой войны.